# Jouhikantele

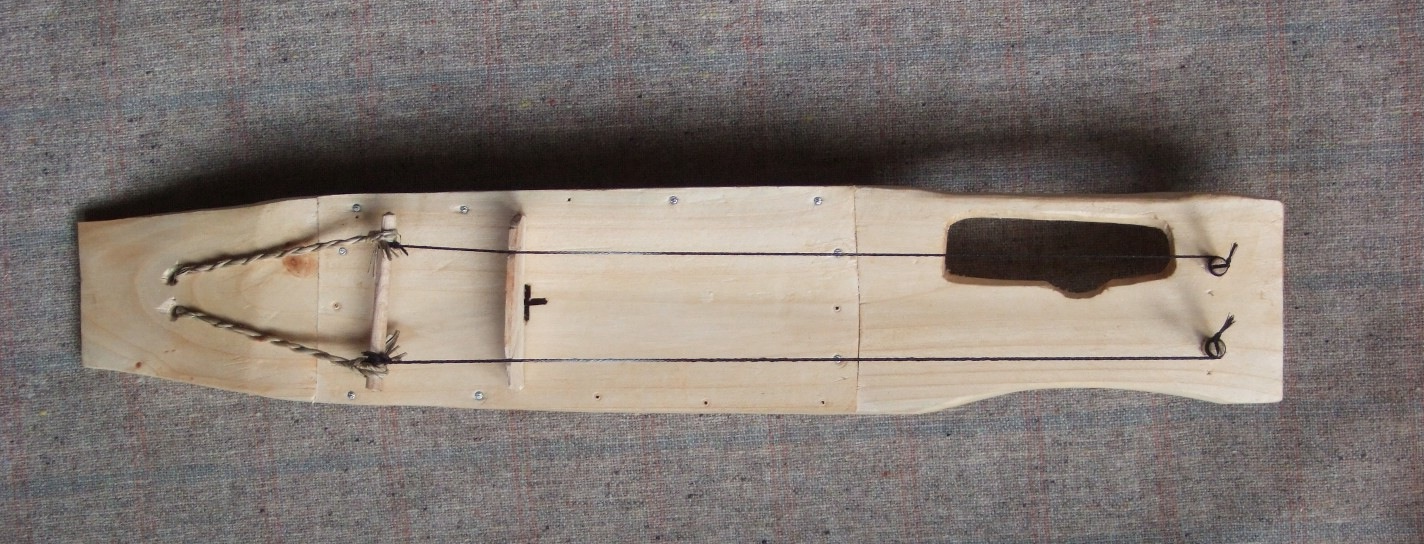
Jouhikantele

Jouhikantele, jouhikko – dwu- do czterostrunowy starofiński instrument muzyczny smyczkowy. Cechą charakterystyczną tego instrumentu są dwa otwory uchwytowe.